# ショップアンドライフ
ショップアンドライフとは、かつて千葉県を中心に展開していた日本のコンビニエンスストアである。

## 概要
1985年4月、東京を本社に、新しいコンビニエンスストアのチェーン「ショップアンドライフ」（坂上英昭社長）が開かれた。1985年10月末の加盟店は24店舗であり、3年後に加盟店を140店舗まで増やすとした。
店舗拡大のための選定にあたっては、
1. 酒、たばこなどの免許を持っている
2. 自分の土地、建物である
3. 家族のだれかが専従して働く

ことなどを挙げ、一つの部門で取引する問屋は一軒に限定していた。
当初は千葉県内を中心に出店していたものの、1986年頃から都区部、千葉県、神奈川県で出店攻勢を強めた。1986年8月には愛媛県重信町内に出店を行った。
1987年には組織だった運営を図るため、本部を独立採算の三本部制とし、開発本部（新店舗の開発を担当）、営業本部（商品の仕入れと店舗指導を担当）、管理本部（経理や総務などを担当）を設けた。1988年7月には営業本部から商品本部が独立し、仕入れ業務を強化した。
1988年には資本金を4050万円から9200万円に増資し、加盟店（69店中約40店）と本部従業員による持株会を発足させた。さらに葛飾区西新小岩の本社のスペースを広げ、コンピューター室を新設した。情報システムの構築に着手し、加盟店の受注を電話・ファクシミリによるものからEOS（補充発注システム）のハンディターミナルによるものに変更する。問屋を大幅に整理し、三友食品（食品）・パルタック（雑貨）・大善（菓子、松戸市）・永井商店（日配品、川崎市）の四社を幹事ベンダーとして指定した。
1994年からは店舗あたりの売り上げの拡大と物流の効率化を目指すこととし、出店地域を人口密集地域である都心部や千葉県内のJR総武線沿線に集中させることとした。これまでは店舗が分散してでも店舗数の拡大を優先していた。
1998年4月に伊藤忠燃料から独立した。
ショップアンドライフは2000年には総店舗数約200店・店舗売上高約250億円となったものの、競争激化から業績が急激に悪化していた。伊藤忠燃料傘下のチコマートは
1. 資本金を2億円から5000万円に減資する
2. 本部の買掛債務を25%削減する
3. 全役員を退任する

ことを条件にショップアンドライフを100%子会社化した。ショップアンドライフの新社長にはチコマートの専務が就任し、営業担当役員を含む4人が出向することとなった。当面の間は契約内容も看板も変えずに営業を続けるが、契約内容の刷新時に契約内容、店舗の更新期に看板を、業績がある程度回復した時点で会社をそれぞれ一本化することとした。
その後、2005年にチコマートが倒産したため、殆どの店舗が閉店したが、一部店舗は全日食チェーンに加盟し現存している店舗もある。

## 特徴
マニュアルと高いロイヤルティーを特徴とするフランチャイズ方式の大手とは異なり、ボランタリーチューンに近い運営体制であった。安いロイヤルティーでありながら（月額15万円→20万円）、フランチャイズに近い経営ノウハウを提供できるシステムを作り、オーナーへのケアを大切にしていた。しかしながら、大手との競争激化によりロイヤルティー制度に関しては変革を迫られ、大手と同様の経営管理システムを取り入れた。毎日の売り上げを本部に送金することとし、その見返りとして開店時の設備資金は本部が貸与する方式に変えた。
- オーナーに急病等の事情があった際に、本部が有料で担当スーパーバイザーを派遣してお店を守る「ストアヘルパーシステム」があった。委託費用は交通費実費と1200円/時であった。運営を完全委託する場合、店舗の日商に応じて費用が設定され、費用は18000円(日商 〜20万円), 26000円(日商 20-50万円), 54000円(日商 50万円〜)であった[14]。

- 新しい加盟店を紹介すると紹介した店数に応じて海外・国内旅行に行ける「加盟店紹介コンクール」があった。紹介基準は
  - 酒もしくはたばこの取り扱い免許のある店
  - 家族で働くことができる
  - オーナーの人格がよい
  - 立地がよい

の4点であった。3店舗紹介で海外セミナーへの招待、2店舗紹介で一泊旅行クーポンとストアヘルパー券、1店舗紹介で旅行クーポン券が提供された。
- 取引先と新規加盟店責任者との親睦を図るため、取引先を集めて全国の銘酒を味わう「銘酒会」も行われ、銀行の紹介で加盟店を増やすこともあった[15]。

- 加盟店オーナー向けの無料夜間経営教室「ナイトスクール」を年10回程度開き、酒税法の改正などをテーマに、講師として税理士・経営コンサルタントのほか実務者を招いた[16][17]。

- 持ち帰り弁当店併設型の加盟店を持っていた。ほっかほっか亭との併設店のほか、自社展開の持ち帰り弁当店の併設もあった[18][19][20]。
- コンビニチェーンとしては特徴的な「おもしろグッズの週替り販売」を行っていた。吸い込むとアヒルの声になる「ダックスボイス」や、マッチに似せた小型電卓などがレジ周りで販売されていた[21]。